# Chrono Gatineau 2016
La 7e édition du Chrono Gatineau a eu lieu le 3 juin 2016. La course fait partie du calendrier international féminin UCI 2016 en catégorie 1.1. L'épreuve est remportée par l'Américaine Amber Neben.

## Classements

### Classement final
| \| Classement général \| Classement général \| Classement général \| Classement général \| Classement général \| \| Coureuse \| Coureuse \| Pays \| Équipe \| Temps \| \| ------------------ \| -------------------- \| ------------------ \| ------------------------- \| ------------------ \| \| 1re \| Amber Neben \| États-Unis \| BePink \| 26 min 44 s \| \| 2e \| Tara Whitten \| Canada \| The Cyclery-Opus \| + 11 s \| \| 3e \| Karol-Ann Canuel \| Canada \| Boels Dolmans \| + 12 s \| \| 4e \| Lauren Stephens \| États-Unis \| Tibco-Silicon Valley Bank \| + 17 s \| \| 5e \| Joëlle Numainville \| Canada \| Cervélo Bigla \| + 29 s \| \| 6e \| Leah Kirchmann \| Canada \| Liv-Plantur \| + 49 s \| \| 7e \| Tayler Wiles \| États-Unis \| Orica-AIS \| + 1 min 03 s \| \| 8e \| Brianna Walle \| États-Unis \| Tibco-Silicon Valley Bank \| + 1 min 28 s \| \| 9e \| Alison Jackson \| Canada \| Twenty16-Ridebiker \| + 1 min 54 s \| \| 10e \| Annie Foreman-Mackey \| Canada \| The Cyclery-Opus \| + 1 min 56 s \| |                      |            |                           |              |
| |                      |            |                           |              |
| Source : Cycling Quotient |                      |            |                           |              |
| Classement général |                      |            |                           |              |
| Coureuse | Coureuse             | Pays       | Équipe                    | Temps        |
| 1re | Amber Neben          | États-Unis | BePink                    | 26 min 44 s  |
| 2e | Tara Whitten         | Canada     | The Cyclery-Opus          | + 11 s       |
| 3e | Karol-Ann Canuel     | Canada     | Boels Dolmans             | + 12 s       |
| 4e | Lauren Stephens      | États-Unis | Tibco-Silicon Valley Bank | + 17 s       |
| 5e | Joëlle Numainville   | Canada     | Cervélo Bigla             | + 29 s       |
| 6e | Leah Kirchmann       | Canada     | Liv-Plantur               | + 49 s       |
| 7e | Tayler Wiles         | États-Unis | Orica-AIS                 | + 1 min 03 s |
| 8e | Brianna Walle        | États-Unis | Tibco-Silicon Valley Bank | + 1 min 28 s |
| 9e | Alison Jackson       | Canada     | Twenty16-Ridebiker        | + 1 min 54 s |
| 10e | Annie Foreman-Mackey | Canada     | The Cyclery-Opus          | + 1 min 56 s |

### Points UCI
| Position           | 1er | 2e | 3e | 4e | 5e | 6e | 7e | 8e | 9e | 10e | 11e | 12e | 13e | 14e | 15e | 16e | 17e | 18e |
| Classement général | 80  | 60 | 45 | 35 | 30 | 25 | 21 | 18 | 15 | 12  | 10  | 8   | 6   | 5   | 4   | 3   | 2   | 1   |